# Diletta Sestini
Diletta Sestini (née le 3 mai 1987 à Prato) est une joueuse italienne de volley-ball. Elle mesure 1,80 m et joue au poste de centrale. 

## Clubs
| Club                        | Pays   | De        | À         |
| --------------------------- | ------ | --------- | --------- |
| Galluzzo Volley             | Italie | 2001-2002 | 2001-2002 |
| U.S. Pistoia                | Italie | 2002-2003 | 2002-2003 |
| Pallavolo Valdarno          | Italie | 2003-2004 | 2004-2005 |
| Azzurra Volley San Casciano | Italie | 2005-2006 | 2005-2006 |
| Roma Pallavolo              | Italie | 2006-2007 | 2006-2007 |
| Castellana Grotte           | Italie | 2007-2008 | 2007-2008 |
| River Volley Piacenza       | Italie | 2008-2009 | 2008-2009 |
| Terre Verdiane Volley       | Italie | 2009-2010 | 2011-2012 |
| Volley Towers               | Italie | 2012-2013 | …         |